# Sebastián Vázquez
Sebastián Vázquez, dramaturgo español del siglo XVIII.

## Vida y obra
Especializado en teatro breve (sainetes y tonadillas), fue coetáneo del célebre sainetista Ramón de la Cruz y su principal competidor en Madrid, aunque sin conseguir emular la tarifa preferencial que se asignaba a Cruz (600 reales) salvo en una ocasión en Navidad de 1775 ya que cobró 1200 reales por los dos sainetes que representó la compañía de Ribera. Varias obras suyas fueron atribuidas a Ramón de la Cruz ( Chirivitas el yesero, La soberbia castigada y la clemencia premiada, etc), lo cual demuestra a veces la semejanza de estilo entre ambos. Alcanzó gran éxito en el último tercio del siglo XVIII y al parecer su competencia en los tablados acabó en enemistad, tal vez porque Vázquez imitaba a veces a Ramón de la Cruz (como en Chirivitas el yesero, inspirado en El picapedrero) o porque se atribuía la condición de poeta de un teatro popular y divertido que fuera "casa del placer, no universidad de sabios". 
Estrenó más de ochenta sainetes en Madrid desde 1774 a 1798, la gran mayoría con la compañía de Manuel Martínez. 
El primer sainete del que se conserva un manuscrito es Las delicias del Canal en barcos, merienda y bailes (1774), especie de anticipada ilustración viva de los cuadros de Goya Merienda a orillas del Manzanares o Baile a orillas del Manzanares. Sin embargo, existe un recibo que parece indicar que Vázquez ya escribía para el teatro menor en 1766, lo cual parece lo más plausible ya que en la temporada 1774-1775 se representaron 11 sainetes suyos, y es muy poco probable que las compañías se hayan atrevido a representar tantos de un autor desconocido. Con lo cual, quedan por descubrir sus obras de juventud, si es que todavía se conservan manuscritos de ellas.
La inmensa mayoría de sus personajes forman parte de las clases populares (ciegos, criados, majos y sobre todo majas, toda clase de artesanos y su familia), y sus temáticas de predilección son el amor (los amantes tratan de casarse burlando al padre o al tutor, como es el caso de El chasco de los cesteros (1774), La casa del maestro de capilla tuerto (1777), El esquileo o los amantes descubiertos (1779), El padre enfermo y la niña con amor (1781), Las travesuras de un barbero (1789), La locura fingida (1793), etc.) y la manera con la que los personajes más populares consiguen comida o dinero a costa ajena, como en El hambriento en Nochebuena (1774) donde un abate se lleva la opípara cena de un marqués, en La merienda desgraciadas de plumistas y criados (1782) y Paca la salada y merienda de horterillas (1790) donde los criados tratan de montar una merienda con lo que han sisado a sus amos. 
Aunque se puede encontrar un barniz moralizador en varios de sus sainetes (contra los cortejos, el casamiento desigual, los despilfarros de las clases adineradas para vestir a la francesa, etc), resulta claro que la mayor preocupación del sainetista era la diversión del público, ofreciéndole magia, juegos taurinos, teatro dentro del teatro, cantos, bailes, chascos, peleas y golpes, soldadescas, disfraces, quid pro quo en la oscuridad, y abundantes juegos verbales.
Destaca por su éxito Los tres novios imperfectos, sordo, tartamudo y tuerto (1775) donde una mujer dice que se casará con el pretendiente que le dé la mejor serenata. Espectaculares son Los buenos consejos y función de Illescas (1776) o Los bribones descuidados por las mujeres chasqueados (1777). En el primero, se reproduce el mundo taurino con mayor realismo que lo había hecho Cruz en La fiesta de los novillos (1768) y con un gran despliegue escénico, que incluía un novillo de carne y hueso, dos mulas y toreros profesionales como actores. En el segundo, las mujeres de un pueblo se disfrazan de moros y simulan una invasión de su pueblo para chasquear a los hombres, que beben y juegan en vez de trabajar, lo cual da lugar a una espectacular soldadesca, un espléndido asalto de la taberna del pueblo, y varios bailes exóticos. Vázquez también escribió un interesante (y único) sainete enteramente dedicado a la sátira de las costosas modas francesas, El modelo del nuevo peinado de París (1778), cuyos protagonistas son un peluquero y una escofietera franceses muy ricos y extravagantes, que finalmente asisten a la presentación de un monumental y ridículo peinado con el que Coquin, su creador, pretende enriquecerse. Significativo del mundo de Vázquez es El gabinete divertido de toda clase de figuras naturales (1780), donde parte de la compañía de Manuel Martínez va a asistir a un espectáculo en el que, como si fuera un titilimundi, aparecen y se animan las figuras más destacadas de Madrid, con numerosos juegos sobre los planos de realidad y ficción. Muy divertido es Ya es gremio las majas y recibimiento de la Chinche  (1775-1776), ya que se junta el imaginario gremio de las majas para intronizar a una nueva maja, con la particularidad de que muchas de ellas (la aspirante maja incluida) son hombres de la compañía. Los payos de Trillo (con el anteojo descúbrelo todo (1781) presenta un interesante desfile de figuras ya que unos payos observan a los que pasan por el Prado y descubren gracias a un anteojo que la mayoría no son lo que pretenden, pero al parecer el público interrumpió el sainete. Otros sainetes dignos de mencionar son el animado sainete de magia Las transformaciones graciosas del sopista Cubilete (1781), La locura más graciosa en obsequio del monarca(1789) en el que un pueblo de Aragón decide demostrar su lealtad hacia Carlos IV y su esposa organizando los mayores desvaríos, El chasco de la bebida (1792) cuyo título no le pareció suficientemente moralizador al censor y pidió que se cambiara, de modo que pasó a titularse El marido desengañado y escarmiento de mujeres porque en él se critica a los maridos que dejan a su mujer que tenga cortejos con los que mantiene relaciones más que sospechosas. Los falsos fantasmas o demonios también sirven para deleitar al público, como ocurre en Los dos hermanos, uno sin memoria y otro glotón estrenado el día de Navidad de 1785, en el que uno de los dos hermanos se disfraza de fantasma para echar a gente inoportuna de su casa, y el público se puede divertir también con un gracioso y variopinto desfile de personajes. Las mujeres conjuradas (1774), Hasta aquí llegó el sainete (riña de Polonia con Chinita) (1775), Sainete para la tonadilla de la cucaña (1776), La entrega de sainetistas (1776), El teatro renacido (1779), o Pues que lucro no tenemos trabajando noche y día, deshagamos compañía y otro destino busquemos (1780) o El castigo en diversión y petición de Polonia (1782) son algunos de los diversos sainetes de costumbres teatrales que Vázquez escribió acerca de la vida de las compañías, de su composición al principio de la temporada teatral, de sus problemas económicos, de la llegada de una nueva actriz o de las fingidas peleas entre actrices.
Vázquez fue asimismo un célebre autor de tonadillas escénicas y escribió varias comedias: Amar a su propio enemigo (1774), La princesa espigadora (refundición de Tirso de Molina), El hombre busca su estrago (1777), Carlos V en Viena (también llamadaDesagraviar el valor, reino, hermano y opinión)(1777), Cuanto la ciencia pretende, amor lo sabe vencer (comedia de magia de 1779), Los López y los Solises (1791) e hizo arreglos de la obra de Pérez de Montalbán Mayor valor del mundo por una mujer vencido (o el Sansón o El divino nazareno Sansón)(1781). 
Su obra ha sido estudiada sobre todo por Christian Peytavy, quien le consagró su tesis y varios artículos.

## Lista de los sainetes que se le atribuyen hasta ahora
El almacén de criadas. /
El amo y criado en la casa de vinos generosos (o el cubero). /
Los astrólogos y el boticario. /
La boda del guarda. /
Los bribones descuidados por las mujeres chasqueados, Los. /
Los buenos consejos y función de Illescas. /
Las campanillas y el marido viejo. /
La casa del maestro de capilla tuerto. /
El castigo en diversión y petición de Polonia. /
Ceder la novia y dar dinero encima. /
Los cómicos indianos. /
Coronado dormido. /
Los criados y el enfermo. /
El cuidado de ronda en el Prado. /
El chasco de los cesteros (o el sacristán mago). /
El chasco del sillero (o segunda parte de El día de lotería). /
Chirivitas el yesero. /
El degollado fingido ( y chascos del bodeguero). /
Las delicias del Canal en barcos, merienda y bailes. /
El día de lotería (primera parte). /
Los dos hermanos, uno glotón y el otro sin memoria. /
El duende fingido, (El gracioso engaño del duende fingido). /
El de las manías y médicos fingidos. /
Los embustes creídos. /
La entrega de sainetistas. /
Escarmiento de estafadores y desengaño de amadores. /
El esquileo o los amantes descubiertos. /
El/La farfulla de las mujeres y jardineros graciosos. /
El gabinete divertido de toda clase de figuras naturales. /
Garrido ingenio. /
El gracioso engaño del duende fingido. /
Los graciosos descontentos. /
El hambriento en Nochebuena. /
Introducción jocosa para presentar a María Montéis en el teatro. /
Lo que es del agua, el agua se lo lleva, (la taberna del tío Pilatos). /
La locura fingida (y boda conseguida). /
La locura más graciosa en obsequio del monarca. /
Las locuras más graciosas por el engaño creído. /
El marido desengañado. /
Los matuetas andaluces. /
La merienda desgraciada de plumistas y criadas. /
El Míralo todo en la tarde de san Blas. /
El modelo del nuevo peinado de París. /
Las mujeres conjuradas. /
No se halla rato mejor que el de la Plaza Mayor. /
La novia satisfecha y el novio amedrentado. /
El obrador de sastres. /
Paca la salada y merienda de horterillas. /
El padre enfermo y la niña con amor. /
Los pasajes graciosos de un lugar, Los. /
Los payos de trillo (Con el anteojo descúbrelo todo). /
La pequeña folla. /
Perico el empedrador. /
Pues que lucro no tenemos trabajando noche y días, deshagamos compañía y otro destino busquemos (Los empredradores). /
La quintaesencia de la miseria. /
La residencia de defectos. /
El retorno de Francia del viajante majadero. /
La riña de Polonia con Chinita, (Hasta aquí llegó el sainete). /
Sainete para la tonadilla de la cucaña.. /
Sainete para presentar al público de Madrid a la señora Mariana Márquez, en la primera semana de la temporada de las representaciones de por la noche. /
el señorito enamorado.. /
la soberbia castigada y clemencia premiada. /
El soplo del contrabando. (atribución todavía dudosa). /
El sorteo de los milicianos. /
El sueño (sainete nuevo para empezar a ser graciosa la Nicolasa). /
La tarde en el Prado. /
El teatro renacido. /
El tío Vigornia (el herrador). /
El torero caballero de Olmedo. /
El tramposo. (atribución todavía dudosa). /
Las transformaciones graciosas del sopista Cubilete. /
Las travesuras de un barbero. /
Los tres novios imperfectos, Los. /
El trueque de las criadas. /
Un criado ser dos a un tiempo /
Los volatines fingidos. /
La vuelta del arriero y boda fingida. /
Ya es gremio las majas (y recibimiento de la Chinche). /
Ya llegó el tiempo preciso en que nuestro curso acabe. /